# Сергеев, Павел Васильевич
Павел Васильевич Сергеев (18 октября 1931 года, Тула — 18 апреля 2007 года) — советский и российский специалист в области молекулярной фармакологии, радиобиологии и биохимии. Академик РАМН (1992, академик АМН СССР с 1991), доктор медицинских наук, профессор.
Выпускник 2-го Московского медицинского института имени Н. И. Пирогова — ныне РНИМУ имени Н. И. Пирогова, с которым связал всю жизнь. Организатор там медико-биологического факультета, был его деканом, с 1968 г. заведующий кафедрой молекулярной фармакологии и радиобиологии медико-биологического факультета, её создатель, ныне она носит его имя.
Заслуженный деятель науки РФ (1996).
Лауреат Государственной премии РФ в области науки и техники (1997).

## Биография
Жизнь фармаколога — это тяжелая дорога к лекарству.
В 1949 году окончил школу с серебряной медалью и поступил на педиатрический факультет 2-го Московского медицинского института имени Н. И. Пирогова, который окончил в 1955 году. Затем учился в аспирантуре альма-матер (1955—1958), работал ассистентом на кафедре фармакологии (1958—1963), старшим научным сотрудником ЦНИЛ (1963—1966), профессором кафедры фармакологии (1966—1967), заведующим курсом фармакологии и токсикологии медико-биологического факультета альма-матер (1967—1968).
В 1963 году при его непосредственном участии организован медико-биологический факультет, деканом которого он являлся 5 лет.
Работал также заместителем декана педиатрического факультета, заместителем декана медико-биологического факультета, деканом вечернего лечебного факультета.
Образовал в родном институте отдел по изучению молекулярных механизмов наркомании, лабораторию молекулярной фармакологии и лабораторию фармакогенетики.
С 1968 года заведовал кафедрой молекулярной фармакологии и радиобиологии медико-биологического факультета, созданной им же и единственной в стране.
В 1993 году на базе медико-биологического факультета П. В. Сергеев организовал Международный центр теоретической медицины, директором которого являлся до 2003 года (сменил его в должности Н. Л. Шимановский).
Состоял членом Президиума РАМН и бюро Отделения медико-биологических наук РАМН, а также секции по фармакологии Минздрава РФ.
Был руководителем Государственной подпрограммы «Создание новых лекарственных средств методами биологического и химического синтезов» и одним из сопредседателей Национального конгресса «Человек и лекарство», а также председателем специализированной комиссии Фармакологического государственного комитета по диагностическим средствам.
Входил в состав российского Межведомственного координационного совета по апитерапии с его образования в 1997 году.
Был заместителем главного редактора журнала «Экспериментальная и клиническая фармакология».
С 1998 г. являлся членом научно-редакционного совета Регистра лекарственных средств России.
Ученик В. И. Скворцова.
В 1958 году защитил кандидатскую диссертацию «Фармакология кардиотраста», в 1966 году — докторскую «Фармакологическое исследование рентгеноконтрастных средств».
Под руководством и при консультации П. В. Сергеева защищено 114 докторских и кандидатских диссертации.
Похоронен на Химкинском кладбище.

## Семья
Супруга — З. С. Земскова, также медик.
Дочь Наталия Теплюк (1958 г. р.).
Брат — И. И. Сергеев, также профессор.

## Память
В 2010 году по решению ученого совета РГМУ кафедре молекулярной фармакологии и радиобиологии было присвоено имя академика РАМН П. В. Сергеева.
В 2011 году на фасаде здания медико-биологического факультета РНИМУ был открыт его бронзовый барельеф (автор А. И. Чернопятов).
В числе внесших большой вклад в развитие отечественной фармакологии указывает П. В. Сергеева профессор М. Д. Гаевый.

## Награды
Награжден орденом «Знак Почета» (1971) и несколькими медалями.
Заслуженный деятель науки РФ (1996).
Лауреат Государственной премии РФ (1997) за монографию «Рецепторы», удостоен премии имени Н. П. Кравкова АМН СССР (1976) за монографию «Радиационная фармакология».

## Научные труды
Автор более 600 научных работ, 17 монографий и учебных пособий, владеет 16 патентами на изобретения.

### Монографии
- Рентгеноконтрастные средства (1971)
- П. В. Сергеев, Р. Д. Сейфулла, А. И. Майский. Молекулярные аспекты действия стероидных гормонов (1971)
- Введение в иммунофармакологию (1972)
- (Под редакцией) Биологические мембраны (1973)
- П. В. Сергеев, Ш. С. Тажибаев, Р. Д. Сейфулла. Витамин Д (1974)
- П. В. Сергеев, Р. Д. Сейфулла, А. И. Майский. Физико-химические механизмы и гормональная регуляция свертывания крови (1974)
- (Под редакцией) Краткий курс молекулярной фармакологии. (1975).
- П. П. Саксонов, В. С. Шашков, П. В. Сергеев. Радиационная фармакология (1976) — Удостоена именной Премии АМН СССР им. Н. П. Кравкова[11]
- П. В. Сергеев, Н. К. Свиридов, Н. Л. Шимановский. Рентгеноконтрастные средства (1980)
- П. В. Сергеев. Стероидные гормоны (1984)
- П. В. Сергеев, Н. Л. Шимановский. Рецепторы (1987) — Удостоена Государственной Премии Российской Федерации
- П. В. Сергеев, Н. К. Свиридов, Н. Л. Шимановский. Рентгеноконтрастные средства (1993)
- П. В. Сергеев, П. А. Галенко-Ярошевский, Н. Л. Шимановский. Очерки биохимической фармакологии (1996)
- П. В. Сергеев, Н. Л. Шимановский, В. И. Петров. Рецепторы (1999).
- П. В. Сергеев, В. И. Петров, Н. Л. Шимановский. Очерки отечественной фармакологии (2001)
- П. В. Сергеев, Ю. А. Поляев, А. Л. Юдин, Н. Л. Шимановский. Контрастные средства (2007)